# Herm (Landes)
Herm è un comune francese di 1 053 abitanti situato nel dipartimento delle Landes nella regione della Nuova Aquitania.

## Società

### Evoluzione demografica
Abitanti censiti